# De Spoktakulære nye eventyr med Casper
De Spoktakulære nye eventyr med Casper (engelsk: The Spooktacular New Adventures of Casper) er en amerikansk tegnefilmserie der er et animeret spin-off  af  filmen en Casper, der igen var baseret på Harvey Comics tegneseriefigur fra 1996 der producerede 52 afsnit fordelt på 4 sæsoner 1996-1998 under titlen Casper det venlige spøgelse.

## Afsnit
| Sæson | Sæson | Afsnit | Sendt første gang  | Sendt første gang |
| Sæson | Sæson | Afsnit | Første afsnit      | Sidste afsnit     |
| ----- | ----- | ------ | ------------------ | ----------------- |
|       | 1     | 10     | 24. februar 1996   | 18. maj 1996      |
|       | 2     | 16     | 7. september 1996  | 22. februar 1997  |
|       | 3     | 20     | 6. september 1997  | 27. februar 1998  |
|       | 4     | 6      | 12. september 1998 | 17. oktober 1998  |

## Stemmer
| Rolle               | Original stemme           | Dansk stemme |
| ------------------- | ------------------------- | ------------ |
| Casper              | Malachi Pearson           | ???          |
| Kat Harvey          | Kath Soucie               | ???          |
| Dr. Harvey          | Dan Castellaneta          | ???          |
| Stretch             | Joe Nipote                | ???          |
| Stinkie             | Joe Alaskey               | ???          |
| Fatso               | Brad Garrett Jess Harnell | ???          |
| Spooky              | Rob Paulsen               | ???          |
| Poil                | Miriam Flynn              | ???          |
| Ms. Banshee         | Tress MacNeille           | ???          |
| Amber Whitmire      | Sherry Lynn               | ???          |
| The Jennifers       | Debi Derryberry           | ???          |
| Nightmare the Horse | Frank Welker              | ???          |
| Ms. C               | April Winchell            | ???          |
| Mr. Happ            | Ben Stein                 | ???          |